# Arellano, Navarre
Arellano là một đô thị trong tỉnh và cộng đồng tự trị Navarre, Tây Ban Nha. Đô thị này có diện tích là 16,8 ki-lô-mét vuông, dân số năm 2007 là 196 người.
Đô thị nằm ở độ cao 645 m trên mực nước biển.

## Biến động dân số
| Biến động dân số                                       | Biến động dân số | Biến động dân số | Biến động dân số | Biến động dân số | Biến động dân số | Biến động dân số | Biến động dân số | Biến động dân số | Biến động dân số | Biến động dân số |
| 1996                                                   | 1998             | 1999             | 2000             | 2001             | 2002             | 2003             | 2004             | 2005             | 2006             | 2007             |
| ------------------------------------------------------ | ---------------- | ---------------- | ---------------- | ---------------- | ---------------- | ---------------- | ---------------- | ---------------- | ---------------- | ---------------- |
| 205                                                    | 205              | 205              | 196              | 192              | 196              | 201              | 192              | 186              | 188              | 196              |
| Nguồn: Arellano et instituto de estadística de navarra |                  |                  |                  |                  |                  |                  |                  |                  |                  |                  |